# Carrer de la Junta de Comerç
El carrer de la Junta de Comerç és un carrer del barri del Raval, al districte de la Ciutat Vella de Barcelona. El seu nom prové de l'antiga Reial Junta Particular de Comerç. Inicialment portava el nom de carrer de Mendizábal, amb motiu de Juan Álvarez Mendizábal.
Una nova parcel·lació de la zona va dur a l'obertura d'un nou carrer i la construcció de diversos edificis amb planta baixa d'ús comercial i quatre plantes de pisos d'habitatges, la majoria construïts entre 1862 i 1867. Les finques número 11, 13, 15, 17 i 19 tenen actualment connexió per la part posterior dels solars, amb l'ala existent de l'antic claustre del convent de Sant Agustí Nou, utilitzant-ne la planta baixa i el primer pis, mentre que la parròquia utilitza la darrera planta amb accés directe des de l'església.